# AZS-AWFiS Gdańsk
KS AZS-AWFiS Gdańsk – wielosekcyjny uczelniany klub sportowy, działający przy Akademii Wychowania Fizycznego i Sportu im. Jędrzeja Śniadeckiego w Gdańsku.
Pierwszy Akademicki Związek Sportowy (AZS) w Gdańsku powołano w 1923 przy Politechnice Gdańskiej. AZS przy Akademii Wychowania Fizycznego i Sportu im. Jędrzeja Śniadeckiego (wówczas Wyższej Szkole Wychowania Fizycznego) powstał z kolei w 1971 w wyniku problemów finansowych dotychczasowego AZS-u Gdańsk.
Obecnie (2021) w ramach AZS-u AWFiS Gdańsk działa 9 sekcji wyczynowych: bobsleje, gimnastyka sportowa, judo, lekkoatletyka, pływanie, szermierka, tenis stołowy, wioślarstwo oraz żeglarstwo, a także sekcja poświęcona sportowi powszechnemu. W przeszłości w klubie funkcjonowały również między innymi sekcje rugby i piłki ręcznej. Prezesem klubu jest Leszek Blanik.

## Zawodnicy reprezentujący klub

### Olimpijczycy
W barwach klubu występowało kilkudziesięciu olimpijczyków. Od czasu powstania AZS-u AWFiS w obecnej formie medale letnich igrzysk olimpijskich w jego barwach zdobywali:

1992
- Maciej Łasicki – wioślarstwo – brąz
- Cezary Siess – szermierka – brąz
- Ryszard Sobczak – szermierka – brąz
- Tomasz Tomiak – wioślarstwo – brąz

1996
- Jarosław Rodzewicz – szermierka – srebro
- Ryszard Sobczak – szermierka – srebro

2000
- Sylwia Gruchała – szermierka – srebro
- Magdalena Mroczkiewicz – szermierka – srebro
- Anna Rybicka – szermierka – srebro
- Leszek Blanik – gimnastyka sportowa – brąz

2004
- Sylwia Gruchała – szermierka – brąz

2008
- Leszek Blanik – gimnastyka sportowa – złoto
- Adam Korol – wioślarstwo – złoto